# Immagine satellitare

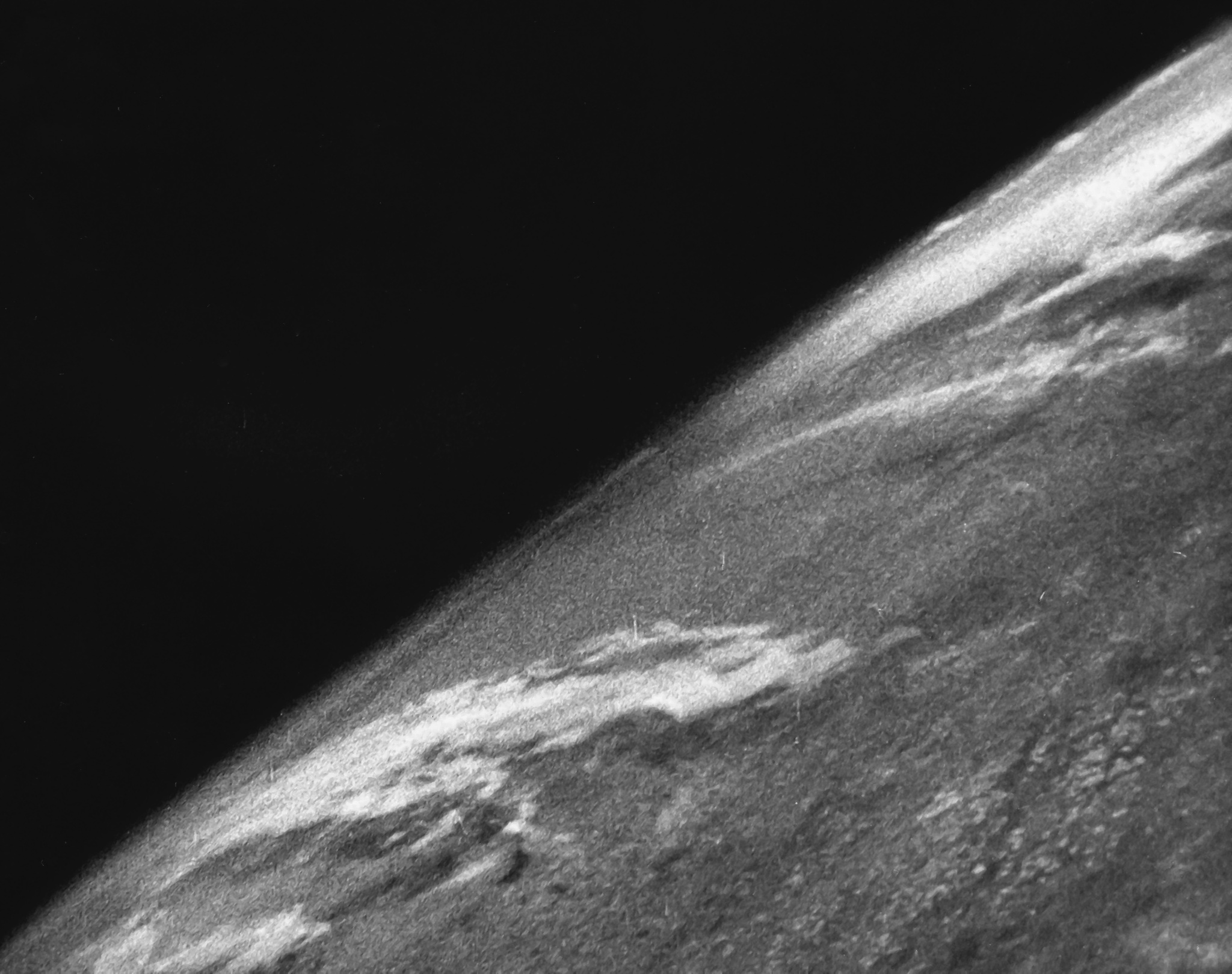
La prima immagine scattata dallo spazio dal V2 lanciato negli USA il 24 ottobre 1946

Un'immagine satellitare è una fotografia aerea, scattata da un satellite artificiale (solitamente satelliti per telerilevamento o simili piattaforme), che rappresenta la Terra, suoi elementi, o altri pianeti dell'Universo.

## Storia

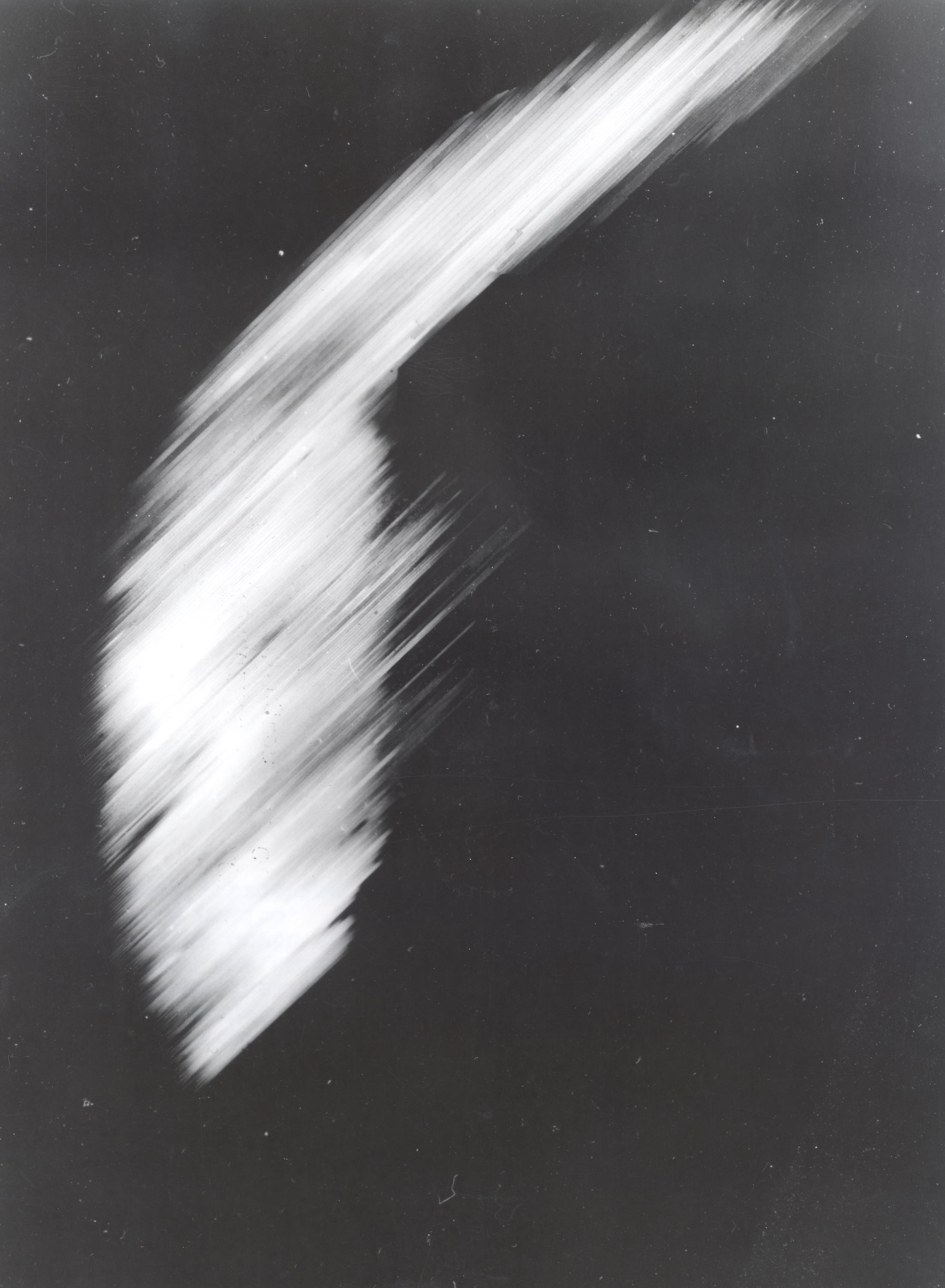
La prima immagine presa dal satellite Explorer 6 raffigurante l'oceano Pacifico coperto da alcune nuvole il 14 agosto 1959

La prima immagine ottenuta dallo spazio fu presa durante un volo suborbitale. Gli Stati Uniti d'America lanciarono un vettore V2 il 24 ottobre 1946, in grado di scattare una fotografia ogni 1,5 secondi. Con un apogeo di 105 km, queste foto furono 5 volte più elevate del record precedente ottenuto dalla missione dell'Explorer II pallone aerostatico nel 1935. Il primo satellite orbitale fotografò la Terra il 14 agosto 1959 grazie al satellite americano Explorer 6. La prima fotografia da satellite della Luna fu scattata il 6 ottobre 1959 dal satellite sovietico Luna 3 in una missione il cui obiettivo era di fotografare il lato più lontano della Luna. 

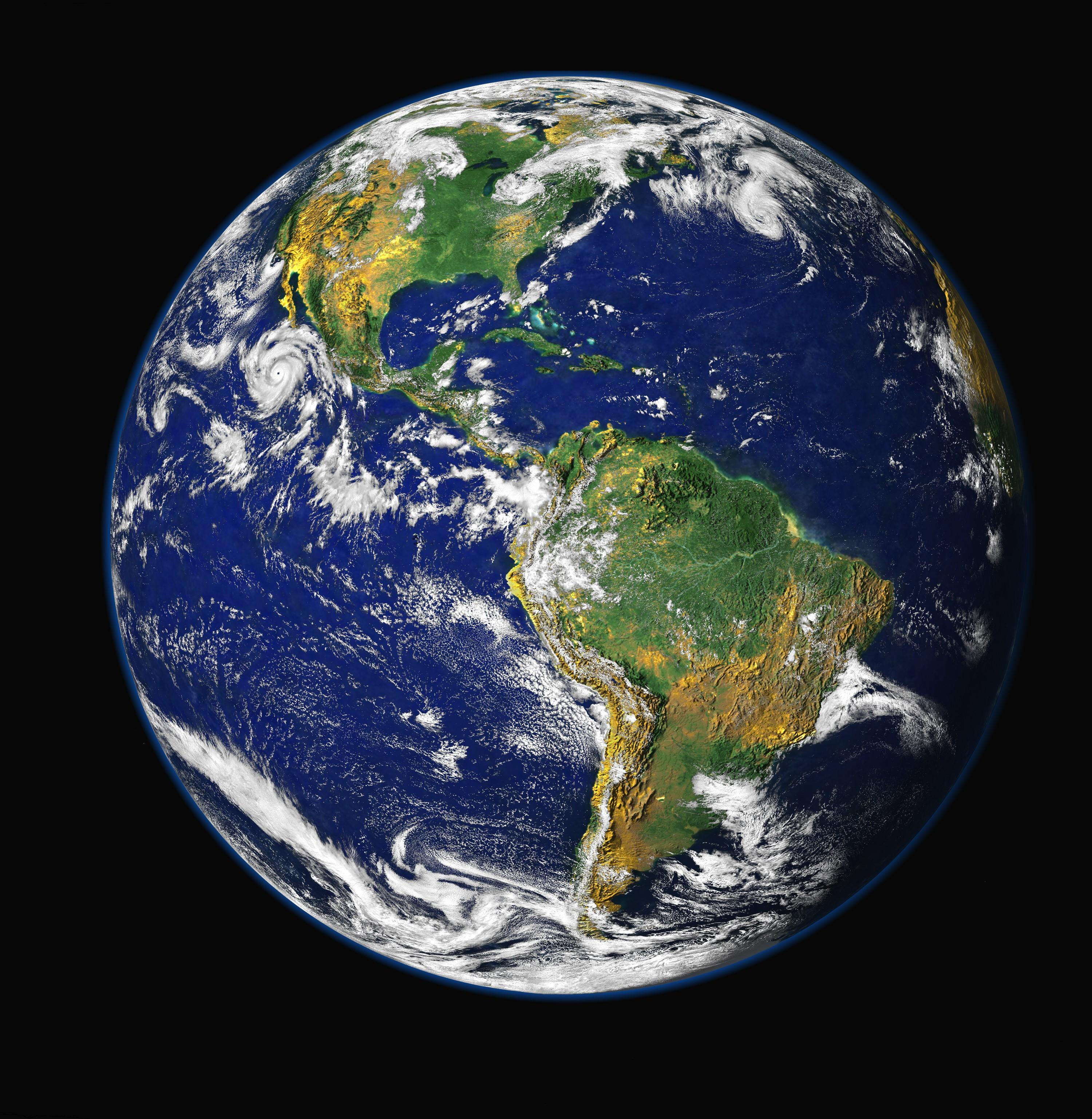
Esempio di immagine satellitare da un satellite in orbita geostazionaria

La nota foto Blue Marble fu scattata dallo spazio nel 1972 e divenne molto popolare nei media e tra il pubblico. Sempre nel 1972 gli Stati Uniti iniziarono il programma Landsat, il più grande programma per acquisizione di immagini della terra dallo spazio. Il più recente satellite del programma è il Landsat-7, lanciato nel 1999 con una risoluzione spaziale in pancromatico di 15 metri. Nel 1977 la prima immagine in tempo reale fu acquisita dal satellite spia americano Keyhole KH-11.
Tutte le immagini prodotte dalla NASA sono pubblicate dall'NASA Earth Observatory e sono di libero accesso per il pubblico. Altri paesi sono dotati di altri programmi per acquisire immagini satellitari, come la collaborazione europea dell'ESA (Agenzia Spaziale Europea) per il lancio del European Remote-Sensing Satellite (ERS) e di Envisat, i quali trasportano diverse tipologie di sensori; oltre ai comuni sensori ottici, ad esempio Envisat trasporta anche uno spettrometro, un interferometro, un radiometro e un radar ad apertura sintetica. Tali strumenti permettono uno studio di fenomeni come la desertificazione, l'eutrofizzazione dei mari e i cambiamenti climatici.
Negli anni 2000, anche compagnie private hanno iniziato a lanciare i propri satelliti per ottenere immagini satellitari, anche a risoluzioni geometriche che scendono sotto il metro, come ad esempio GeoEye-1, WorldView-1, IKONOS e QuickBird. Grazie anche a questi ultimi, nel XXI secolo le immagini satellitari sono diventate largamente disponibili anche ad un pubblico più vasto, grazie anche a opportuni software come Google Earth, Google Maps e Microsoft Virtual Earth.

## Descrizione

### Utilizzo

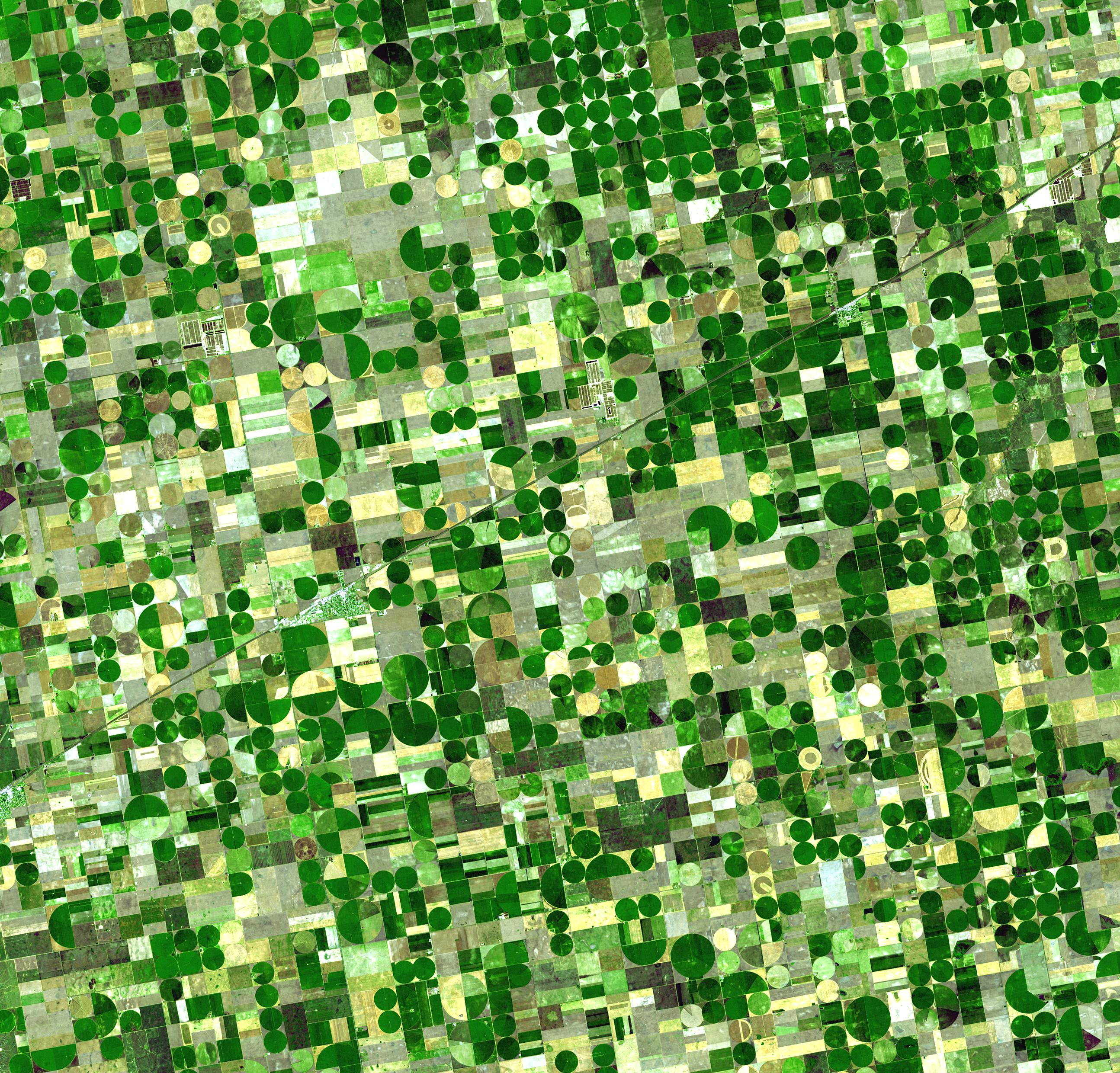
Altro esempio di immagine da satellite in orbita terrestre media

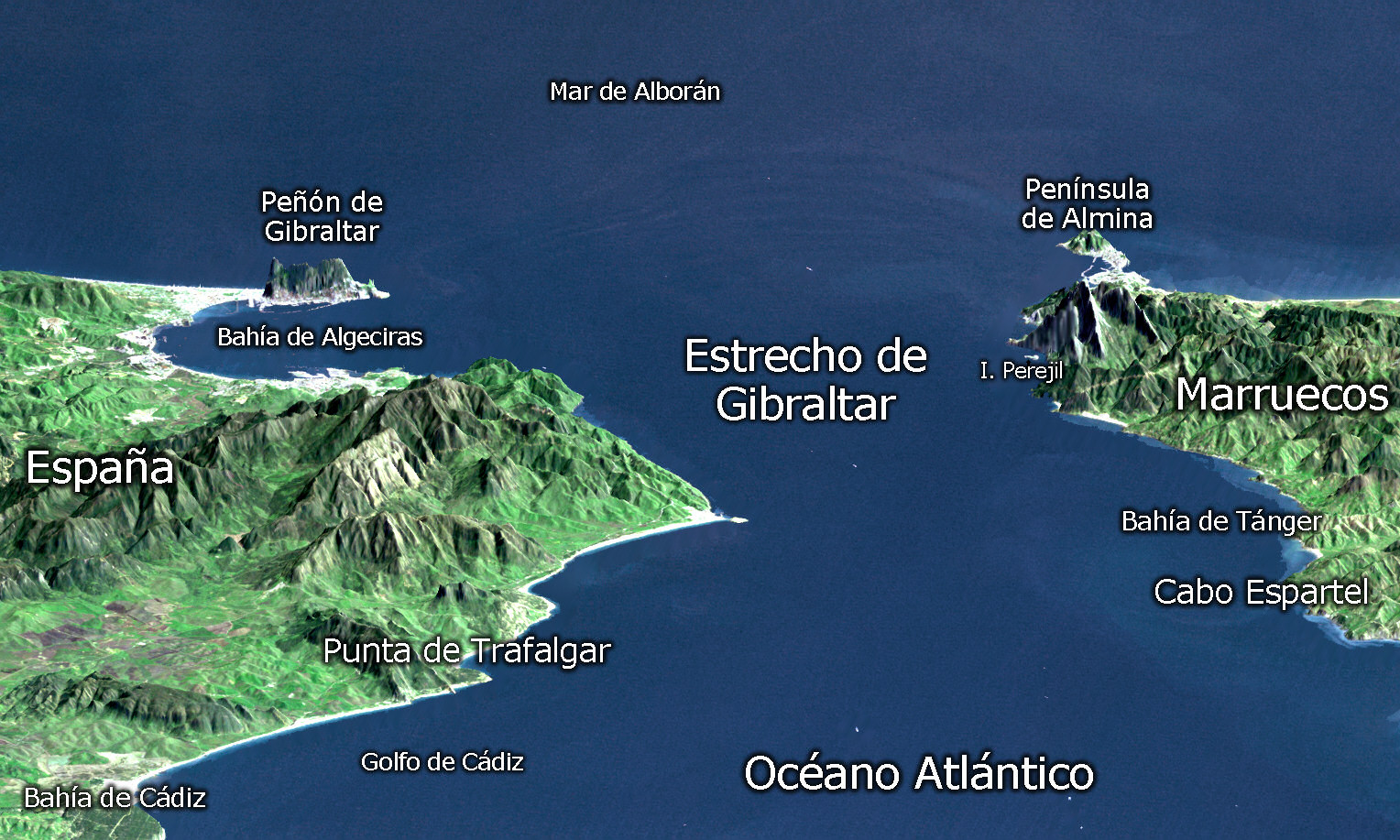
Esempio di immagine satellitare in combinazione con un modello digitale di elevazione dello stretto di Gibilterra

Immagini satellitari ricoprono diversificate applicazioni in meteorologia, agricoltura, geologia, conservazione della biodiversità, pianificazione territoriale, educazione, intelligence, guerra.
Le immagini possono essere acquisite nei colori nello spettro visibile (ad esempio nelle bande spettrali RGB) o in altri spettri elettromagnetici (come ad esempio nell'infrarosso). Alcuni sensori riescono ad ottenere un modello digitale di elevazione (digital elevation model - DEM), utilizzando sensori di tipo radar (utilizzando tecniche di interferometria) o laser. Al giorno d'oggi esistono diversi software per l'interpretazione e l'analisi delle immagini satellitari, come ERDAS IMAGINE e ENVI (a pagamento) o Orfeo Toolbox (open source).
Le prime elaborazioni e studi di immagini satellitari furono condotte dal governo americano e dai suoi contraenti. Ad esempio la ESL Incorporated sviluppò una delle prime trasformata di Fourier in due dimensioni da applicare nell'elaborazione digitale delle immagini da applicare su immagini della NASA e della National Security Agency (NSA).
Le immagini satellitari sono utilizzate anche in sismologia e oceanografia per dedurre cambiamenti nella superficie terrestre o del letto degli oceani dovuti a terremoti, eruzioni vulcaniche e tsunami e in campo archeologico per l'individuazione di siti sepolti.

### Risoluzioni e dati
Quando si parla di risoluzioni nel campo dei satelliti per telerilevamento, esistono ben quattro diverse risoluzioni: spaziale, spettrale, temporale e radiometrica, definite come segue:
- risoluzione spaziale: è definita come il minimo angolo che un sistema ottico è in grado di distinguere, senza che il fenomeno della diffrazione confonda l'immagine, ovvero a quale dimensione corrisponde un pixel nell'immagine telerilevata, che rappresenta una certa superficie (ad esempio in m²) determinata dal Field of View (FOV) del sensore. Nei moderni satelliti commerciale si raggiungono risoluzioni radiometriche anche sotto il metro (ad esempio nel satellite GeoEye 1, un pixel corrisponde ad una superficie di 0.41m x 0.41m;
- risoluzione spettrale: ovvero la larghezza ed il numero di bande spettrali in cui l'immagine è registrata (segmentando lo spettro elettromagnetico). Ciò dipende dal numero di bande spettrali del sensore, ad esempio il sensore Landsat 7 ha 7 bande spettrali (sensore TM Tematic Mapper), di cui alcune nello spettro infrarosso, altre in quello del visibile, con una risoluzione complessiva tra 0,07 e 2,1 µm. Altro esempio è il sensore Hyperion montato a bordo dell'Earth Observing-1, con 220 bande spettrali che vanno da 0,4 a 2,5 µm, con una risoluzione spettrale compresa tra i 0,10 e 0,11 µm per banda;
- risoluzione radiometrica: ovvero il numero di diverse intensità della radiazione che il sensore è in grado di distinguere. Solitamente questo valore spazia tra gli 8, 11, 12, 14 e 16 bit, che corrispondono a 256, 2047, 4095, 16384 e 65535 livelli di grigio per ogni banda spettrale. Questo parametro dipende anche dal rumore dello strumento e può essere in qualche modo alterato con tecniche di elaborazione dell'immagine telerilevata aumentandone il contrasto.
- risoluzione temporale: ovvero il tempo (ad esempio anche giorni) che un satellite sorvoli nuovamente un determinato punto. Questa risoluzione può essere aumentata utilizzando costellazioni di satelliti. Molto utile per discriminare cambiamenti in una determinata regione.

La risoluzione delle immagini spaziali dipende principalmente dai sensori impiegati e dall'altitudine dell'orbita in cui viaggia il satellite. Ad esempio sempre il Landsat-7 registra le immagini con una risoluzione spaziale di 30 metri e temporale di 16 giorni.
Nel caso in cui si volessero ottenere immagini a più alta risoluzione spaziale, una valida alternativa è quella di utilizzare delle fotografie aeree, nonostante il suo maggior costo per metro quadro. Inoltre, immagini satellitari possono essere utilizzate in combinazione a immagini raster o vettoriali in Sistemi informativi geografici (GIS).

### Principali svantaggi

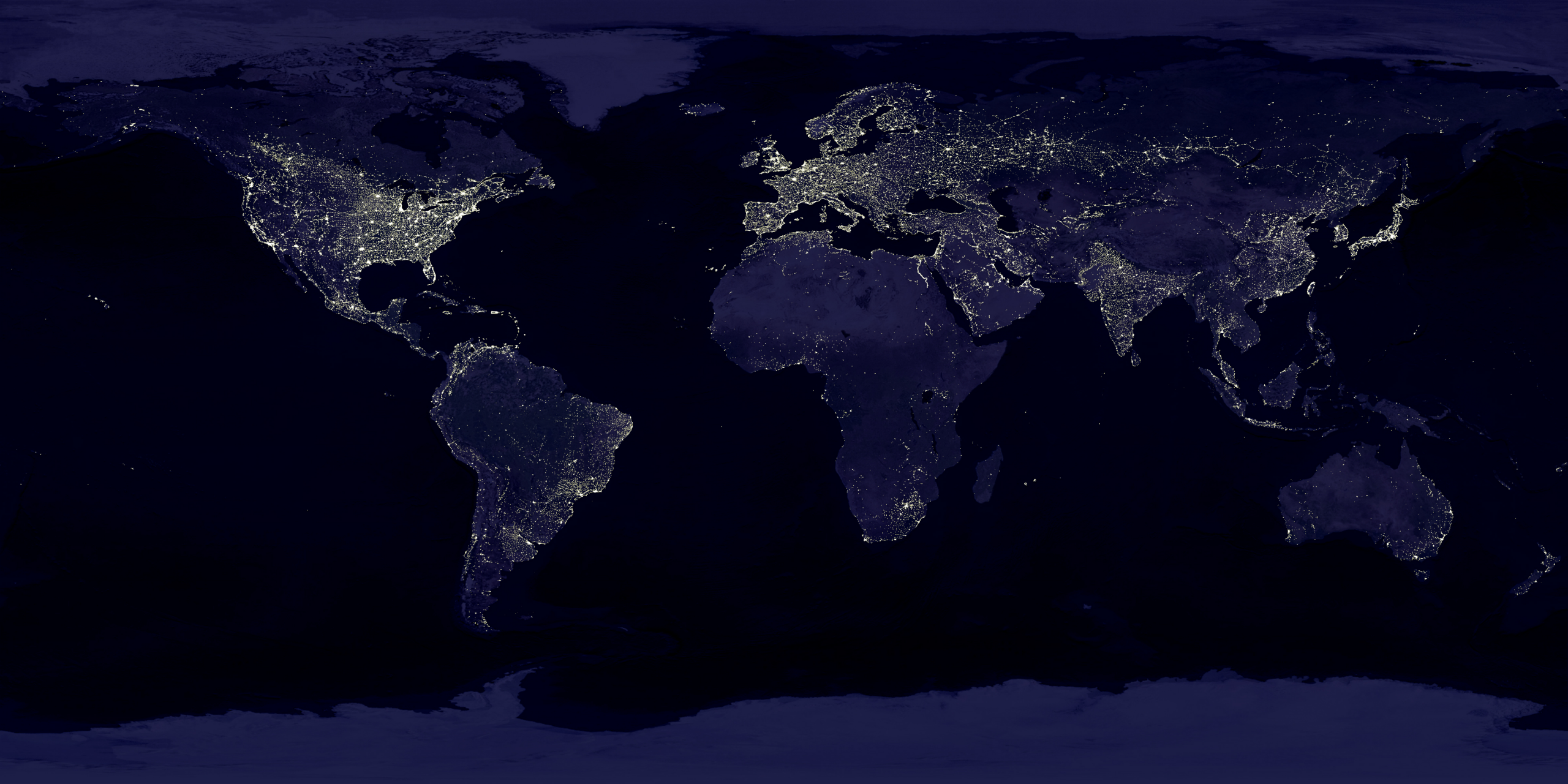
Immagine composita della Terra durante le ore notturne

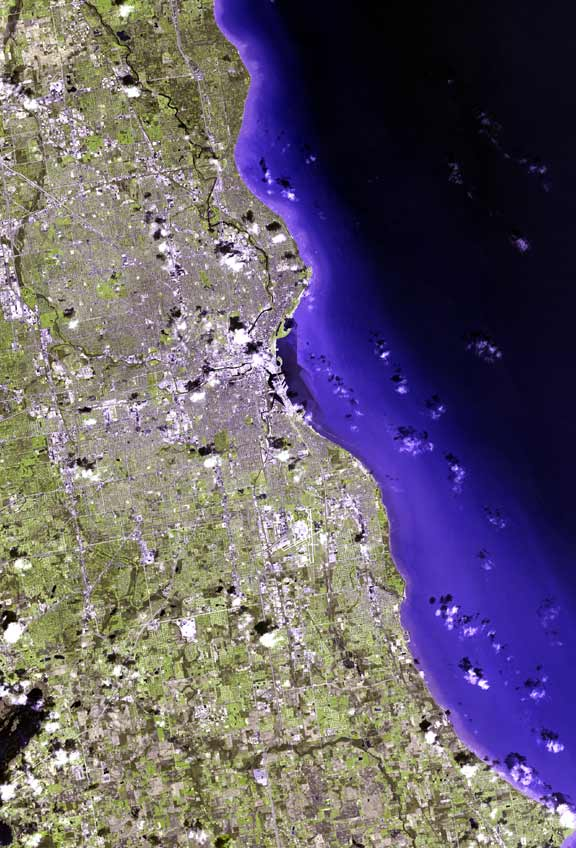
Esempio di immagine con alcune fastidiose presenze di nuvole

Dato che la superficie terrestre è così grande e perché le risoluzioni sono così elevate, le banche dati satellitari sono enormi e l'elaborazione delle immagini risulta time-consuming, ovvero richiede molto tempo.
A seconda del sensore utilizzato, le condizioni climatiche possono peggiorare la qualità delle immagini: ad esempio la presenza di frequenti nuvole sulle cime delle montagne ne rende difficile l'acquisizione.
Altro svantaggio è il costo delle immagini satellitari, soprattutto quelle ottenute da satelliti commerciali, nati appositamente per venderle.
Inoltre le elevate risoluzioni comportano anche problemi di privacy. Sistemi come Google Maps e Google Earth sono stati più volte criticati in questo senso.